# Hato Rey Sur
Ne doit pas être confondu avec Hato Rey Central ou Hato Rey Norte.
Hato Rey Sur est l’un des dix-huit quartiers (en espagnol : barrios) de San Juan, la capitale de Porto Rico. En 2020, il comptait 8 863 habitants.